# Gobernador Duval
Gobernador Duval est une localité rurale argentine située dans le département de Curacó, dans la province de La Pampa. Sa zone rurale s'étend également sur le département de Lihuel Calel. Elle est située sur les rives nord du río Colorado.